# Auferstehen
Auferstehen (Originaltitel La prière, französisch für „Das Gebet“) ist ein Filmdrama von Cédric Kahn, das im Februar 2018 bei den Internationalen Filmfestspielen Berlin seine Premiere feierte und im März 2018 in die französischen Kinos kam.

## Handlung
Nach einer Überdosis Heroin findet sich der 22-jährige Thomas auf dem Weg zu einem abgelegenen Haus in den französischen Bergen wieder. Dort soll er von den Drogen loskommen, gemeinsam mit einer Gruppe von jungen Männern, die ebenfalls ihre Abhängigkeit überwinden wollen. In der von einem katholischen Pfarrer geleiteten Einrichtung herrschen strenge Regeln. Neben einem Verbot von Drogen und Zigaretten, sollen die jungen Männer keine Verbindung mit der Außenwelt haben und keine Mädchen treffen. Ihr Alltag ist von Arbeit, Freundschaft, dem gemeinsamen Gebet und dem Singen christlicher Lieder geprägt. Thomas persönliche Sachen werden verwahrt, er rasiert sich die Haare und widmet sich auf dem Landgut harter körperlicher Arbeit, sammelt Reisig und Holz am Fluss und karrt den Mist herum und bringt ihn in die Gewächshäuser. Anfänglich fällt Thomas die Arbeit schwer. Nachts wird er von Krämpfen geplagt und muss sich übergeben, doch bei einem besonders schweren Krampfanfall helfen ihm seine Begleiter und beschützen ihn im Schlaf.
Nach drei Wochen stiehlt Thomas Zigaretten und sondert sich zum Rauchen von der Gemeinschaft ab. Als er sich hierfür vor der Gruppe entschuldigen soll, reagiert er aggressiv und soll zehn Tage in völliger Isolation verbringen. Thomas ist von den Regeln genervt und will einfach nur weg von dort. Er packt seine Sachen, und niemand hindert ihn daran zu gehen. Thomas will zurück in die Bretagne. Er muss aber erstmal im nächsten Dorf bei Agnès und Olivier übernachten, bis der Bus kommt. Am nächsten Morgen macht er die Bekanntschaft deren Tochter Sybille. Ihr gegenüber gesteht Thomas, dass er aufgrund seiner Heroinabhängigkeit mit 15 Jahren das Abitur abgebrochen hat, obwohl er gut in der Schule war. Sie rät ihm, weiter an seinem Entzug zu arbeiten, Thomas hört auf sie und lässt sich von Sybille zurück in die Einrichtung fahren.
Als der Winter kommt und damit der erste Schnee, liest Thomas zum ersten Mal vor der Gruppe aus der Bibel. Im darauffolgenden Sommer studieren die Jungen ein christliches Stück ein, das die Geschichte von Lazarus erzählt. Kurz später findet in der Einrichtung ein Sommerfest statt, zu dem auch Mädchen vom Mädchenhaus eingeladen sind und auch die Mutter Oberin Myriam, die Gründerin der Einrichtung.
Auch die Eltern der Jungen dürfen kommen, doch von Thomas’ Familie ist niemand aufgetaucht. Einige Ehemalige, die das Programm durchlaufen haben, sind gekommen um von ihrem Leben ohne Drogen oder aber von ihren Rückfällen zu berichten. Auch Thomas versucht etwas vor den Gästen zu sagen, schafft es aber nicht. Als am Abend Xavier fehlt, machen sie sich wieder auf die Suche nach ihm. Thomas findet ihn tot im Wald. Weil er ihm kurz zuvor noch Drogen abgenommen hatte, aber wohl nicht alle und auch niemand anderem davon erzählte, macht er sich Vorwürfe und flüchtet sich zu Sybille, mit der er Sex hat.

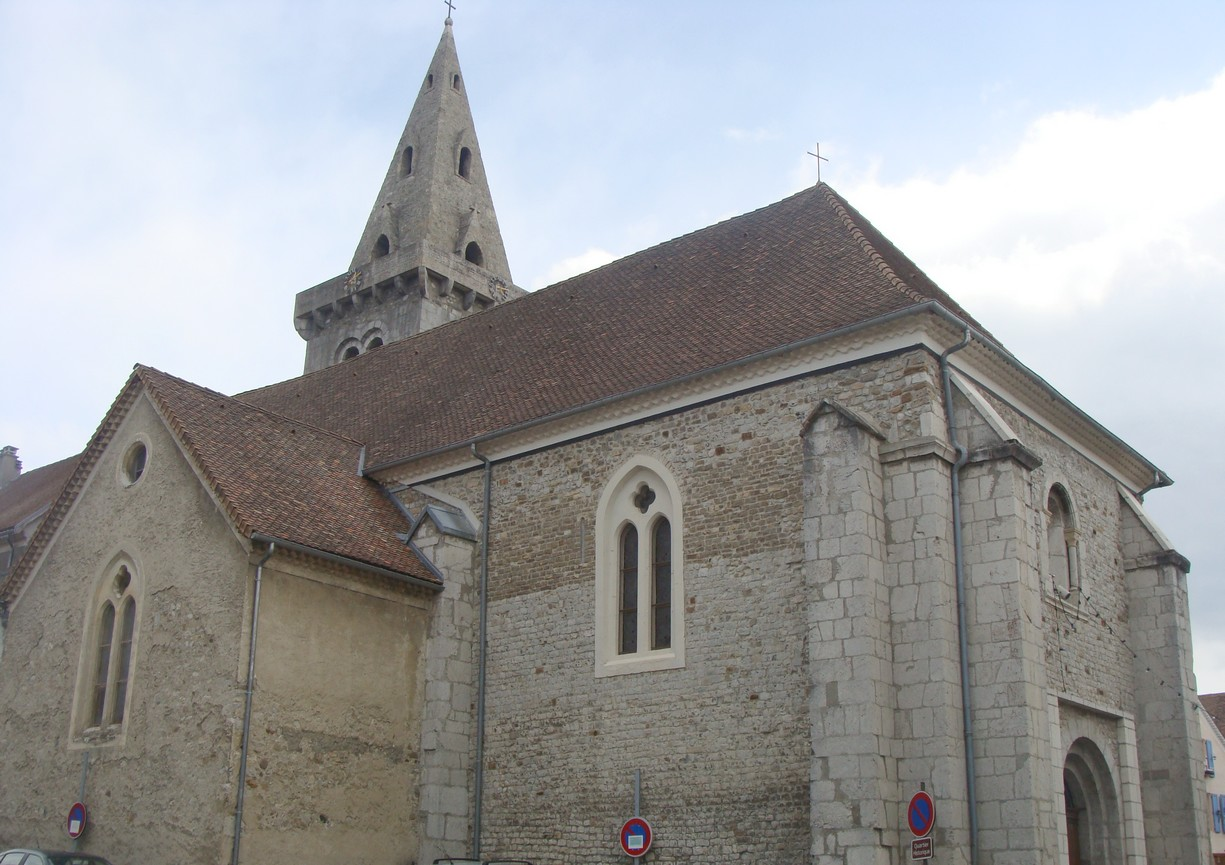
Thomas wird Messdiener des Priesters. Die Aufnahmen entstanden in der Kirche von Mens

Der Winter ist abermals gekommen, und Thomas hat die Zeit damit verbracht, all die Psalme auswendig zu lernen, die man können muss, darunter auch das Loblied Davids. Während eines gemeinsamen Aufstiegs der Gruppe auf einen Berg zitiert er Pierre stolz das Gelernte. Als sie beim Abstieg in ein Schneegestöber geraten, verliert Thomas die Gruppe und stürzt einen Geröllhang hinab. Es wird dunkel, und noch hat ihn keiner gerettet, als er bemerkt, dass er sich am Bein verletzt hat. Am Morgen kann er jedoch wundersamerweise wieder laufen und schafft mühelos den Abstieg aus eigener Kraft. Er beschließt Priester zu werden, hat sich von Sybille gelöst, so behauptet er gegenüber dem Priester, will auch kein Vater werden, sondern sich in Zukunft lieber um seine Nächsten kümmern.
Thomas ist der Messdiener von Pater Luc geworden, um sich auf das Priesterseminar vorzubereiten, doch er hat Zweifel, ob er sich wirklich völlig von Sybille lösen kann. Am Tag, an dem Thomas die Einrichtung verlässt, fällt der Abschied allen schwer. Er will mit dem Bus zum Priesterseminar fahren, bekommt unterwegs jedoch abermals Zweifel, steigt aus und begibt sich nach Spanien, um Sybille zu überraschen, die dort an Ausgrabungen arbeitet.

## Produktion

### Stab und Besetzung

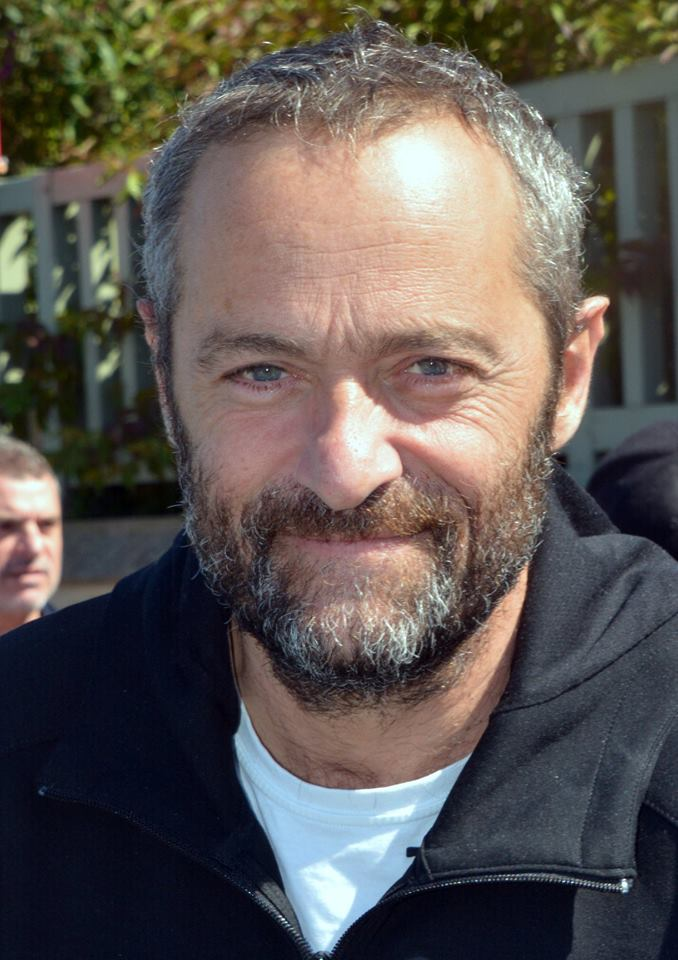
Regisseur Cédric Kahn

Regie führte Cédric Kahn, der gemeinsam mit Samuel Doux und Fanny Burdino auch das Drehbuch schrieb.
Die Hauptrolle von Thomas wurde mit dem französischen Nachwuchsschauspieler Anthony Bajon besetzt. Louise Grinberg spielt Sybille aus dem Dorf, Maïté Maillé und Magne-Håvard Brekke deren Eltern Agnès und Olivier. Alex Brendemühl ist in der Rolle des Heimleiters / Leiters der Einrichtung Marco zu sehen. Damien Chapelle spielt Pierre aus Thomas’ Gruppe, die deutsche Schauspielerin Hanna Schygulla spielt Schwester Myriam, die Gründerin der Einrichtung. Antoine Amblard übernahm die Rolle von Pater Luc.

### Dreharbeiten und Gesänge
Die Dreharbeiten fanden zwischen Februar und Juni 2017 größtenteils im französischen Département Isère im Südosten des Landes statt, so in Mens, wo Aufnahmen für das Dorf, von der Kirche und Straßenszenen entstanden und in Colonie de Préfaucon gedreht wurde, in Saint-Baudille-et-Pipet und in Tréminis. Weitere Aufnahmen entstanden in Châteauneuf im Savoie. Als Kameramann fungierte Yves Cape, als Filmeditorin Laure Gardette, die in der Vergangenheit vermehrt für den Regisseur François Ozon tätig war.
Die liturgischen Gesänge wurden von den Schauspielern eingesungen. So singen unter anderem Alex Brendemühl und Damien Chapelle gemeinsam mit der Communauté im Abspann des Films Je vous salue, Marie, die gesungene französische Version von Ave Maria (auch Gegrüßet seist du Maria), einem Grundgebet der katholischen Kirche. Das Kirchenlied Bist du bei mir (BWV 508) von Johann Sebastian Bach, das auf einen Satz von Gottfried Heinrich Stölzel zurückgeht, ist im Film zum einen zu hören, als Thomas von Sybille zurück in die Einrichtung gefahren wird und dann wieder während Thomas nach seiner wundersamen Genesung den Berg hinabsteigt.

### Veröffentlichung
Die erste Vorstellung erfolgte am 18. Februar 2018 im Rahmen der Internationalen Filmfestspiele Berlin. Am 21. März 2018 kam der Film in die französischen Kinos.

## Rezeption

### Kritiken
Von den bei Rotten Tomatoes aufgeführten Kritiken sind 92 Prozent positiv.
Marius Nobach vom Filmdienst schreibt in seiner Kritik, Cédric Kahn rüttele in seinem Film nicht an den gesundheitlich-therapeutischen Erfolgen der kirchlichen Institution, doch fänden sich auch Szenen, die Zweifel an Dauer und Konsistenz der Heilung wecken. Als ungebrochenen Werbefilm für die Heilkraft von Bergaufenthalten in mönchischen „Ora et Labora“-Orden könne man Auferstehen deshalb definitiv nicht missverstehen. Anthony Bajon setze vielschichtige Ausdrucksmittel für die widerstreitenden Emotionen und die Anfälle von Verlorenheit ein, und in Thomas’ Wechsel zwischen Trotz und Begeisterungsfähigkeit gelange Auferstehen über die spezifischen Attribute von Ort und Milieu hinaus und münde in eine letztlich universale Erzählung von einem Neuanfang, so Nobach. So wie die Bibel sich über das weitere Leben des auferstandenen Lazarus, auf den im Film eine Theateraufführung und sein deutscher Titel verweisen, ausschweige, so offen lasse Kahn, was Thomas in seinem „zweiten Leben“ erwartet. Anders als zu Beginn zeige sein Gesicht am Ende jedoch eine neue Schattierung: „Es sieht nach Zuversicht aus.“

### Auszeichnungen (Auswahl)
César 2019

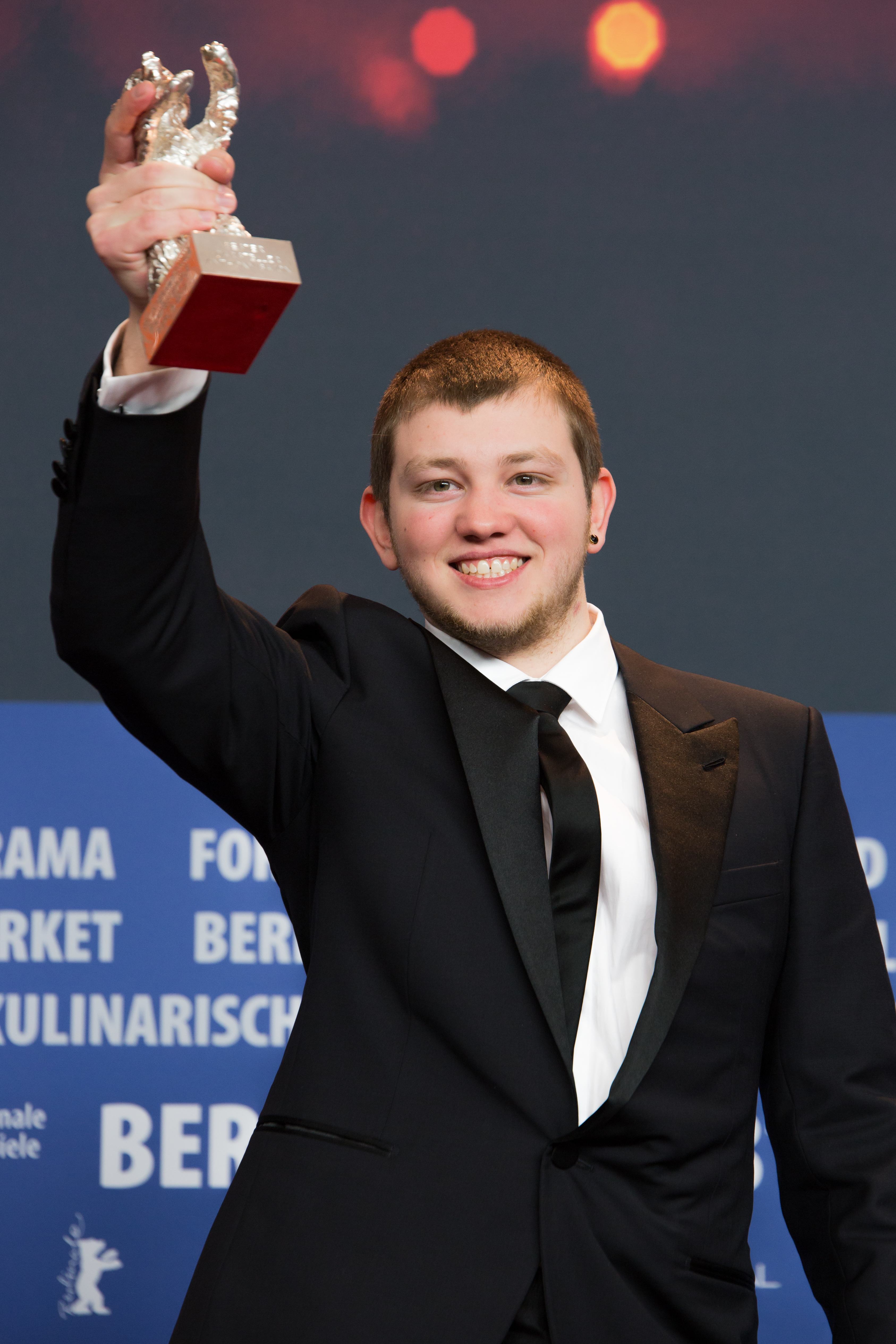
Anthony Bajon, hier mit dem Silbernen Bären der Berlinale 2018, spielt Thomas

- Nominierung als Bester Nachwuchsdarsteller (Anthony Bajon)

Internationale Filmfestspiele Berlin 2018
- Auszeichnung als Bester Schauspieler mit dem Silbernen Bären (Anthony Bajon)
- Nominierung als Bester Film für den Goldenen Bären (Cédric Kahn)

Prix Lumières 2019
- Nominierung als Bester Nachwuchsdarsteller (Anthony Bajon)